# McLaren MP4/7A
La McLaren MP4/7A fu la vettura del team McLaren di Formula 1 che prese parte al Campionato del Mondo 1992, guidata dal campione del mondo in carica Ayrton Senna e da Gerhard Berger.

## Vettura
A capo del progetto vi era, come nelle tre stagioni precedenti, Neil Oatley. Spinta dal motore Honda 12 cilindri e ultima McLaren a montare il propulsore giapponese fino al 2015, la MP4/7A fu la prima McLaren dotata di cambio semiautomatico. Da un punto di vista tecnologico, si trattava di una vettura rivoluzionaria: disponeva infatti di vari gadget tra cui l'acceleratore a controllo elettronico senza cavo.

Vista laterale della MP4/7A di Senna nel vittorioso Gran Premio d'Italia 1992

Fu anche la prima McLaren con il telaio in carbonio avente anche funzione di carrozzeria, ossia senza il guscio di carrozzeria applicato nella parte anteriore, ma integrato nella struttura nuda.

## Carriera agonistica
Introdotta a stagione 1992 iniziata, dopo le prime due gare corse con la vecchia MP4/6, la MP4/7A si aggiudicò cinque Gran Premi, tre con Senna e due con Berger; la McLaren terminò il campionato costruttori al secondo posto, dietro le inarrivabili Williams.

### Risultati sportivi
| Anno | Team             | Motore       | Gomme | Piloti         |  |  |     |   |     |     |     |     |     |     |   |     |   |   |     |     | Punti | Pos. |
| ---- | ---------------- | ------------ | ----- | -------------- |  |  | --- | - | --- | --- | --- | --- | --- | --- | - | --- | - | - | --- | --- | ----- | ---- |
| 1992 | Marlboro Mclaren | Honda RA122E | G     | Ayrton Senna   |  |  | Rit | 9 | 3   | 1   | Rit | Rit | Rit | 2   | 1 | 5   | 1 | 3 | Rit | Rit | 99    | 2°   |
| 1992 | Marlboro Mclaren | Honda RA122E | G     | Gerhard Berger |  |  | Rit | 4 | Rit | Rit | 1   | Rit | 5   | Rit | 3 | Rit | 4 | 2 | 2   | 1   | 99    | 2°   |